# مورچه‌های پلنگی
مورچه‌های پلنگی (نام علمی: Pachycondyla) نام یک سرده از زیرخانواده مورچه‌های کمرباریک است.
نام علمی آن یعنی Pachycondyla به معنی «دارای بندهای ضخیم» است.